# Миниатюрный остров
«Миниатюрный остров» (исп. La isla mínima) — испанский кинофильм режиссёра Альберто Родригеса, вышедший на экраны в 2014 году. Лента получила 10 премий «Гойя», включая премию за лучший фильм.

## Сюжет
1980 год. Хуан и Педро — двое детективов мадридского отдела по расследованию убийств, идеологические противники — после получения выговоров в наказание должны перебраться в отдалённые и забытые людьми болота Гвадалквивира. Там они расследуют убийство двух девушек во время местного праздника. Детективы должны преодолеть разногласия и вместе противостоять маньяку.

## В ролях
- Хавьер Гутьеррес — Хуан Роблес
- Рауль Аревало — Педро Суарес
- Антонио де ла Торре — Родриго
- Нереа Баррос — Росио
- Хесус Кастро — Кини
- Мерседес Леон — сеньора Каса Сото
- Хесус Карроса — Мигель
- Маноло Соло — журналист
- Сальвадор Рейна — Хесус
- Альберто Гонсалес — Альфонсо Корралес
- Ана Томено — Марина

## Награды
| Награда                                | Категория                       | Номинант                                                 | Результат |
| -------------------------------------- | ------------------------------- | -------------------------------------------------------- | --------- |
| Кинофестиваль в Сан-Себастьяне (2014)  | Лучший фильм                    | Альберто Родригес                                        | Номинация |
| Кинофестиваль в Сан-Себастьяне (2014)  | Feroz Zinemaldia Award          | Альберто Родригес                                        | Победа    |
| Кинофестиваль в Сан-Себастьяне (2014)  | Лучший актёр                    | Хавьер Гутьеррес                                         | Победа    |
| Кинофестиваль в Сан-Себастьяне (2014)  | Лучшая операторская работа      | Алекс Каталан                                            | Победа    |
| «Гойя» (2015)                          | Лучший фильм                    | Лучший фильм                                             | Победа    |
| «Гойя» (2015)                          | Лучший режиссёр                 | Альберто Родригес                                        | Победа    |
| «Гойя» (2015)                          | Лучший оригинальный сценарий    | Альберто Родригес и Рафаэль Кобос                        | Победа    |
| «Гойя» (2015)                          | Лучший актёр                    | Хавьер Гутьеррес                                         | Победа    |
| «Гойя» (2015)                          | Лучший актёр                    | Рауль Аревало                                            | Номинация |
| «Гойя» (2015)                          | Лучший актёр второго плана      | Антонио де ла Торре                                      | Номинация |
| «Гойя» (2015)                          | Лучшая актриса второго плана    | Мерседес Леон                                            | Номинация |
| «Гойя» (2015)                          | Лучший женский актёрский дебют  | Нереа Баррос                                             | Победа    |
| «Гойя» (2015)                          | Лучшая операторская работа      | Алекс Каталан                                            | Победа    |
| «Гойя» (2015)                          | Лучший монтаж                   | Хосе М. Х. Мойано                                        | Победа    |
| «Гойя» (2015)                          | Лучшая музыка                   | Хулио де ла Роса                                         | Победа    |
| «Гойя» (2015)                          | Лучший продюсер                 | Мануэла Окон                                             | Номинация |
| «Гойя» (2015)                          | Лучший звук                     | Даниель де Сайяс, Начо Ройо-Вильянова и Пелайо Гутьеррес | Номинация |
| «Гойя» (2015)                          | Лучший грим                     | Иоланда Пинья                                            | Номинация |
| «Гойя» (2015)                          | Лучшие костюмы                  | Фернандо Гарсия                                          | Победа    |
| «Гойя» (2015)                          | Лучшая работа художника         | Пепе Домингес                                            | Победа    |
| «Гойя» (2015)                          | Лучшие спецэффекты              | Педро Морено и Хуан Вентура                              | Номинация |
| «Ариэль» (2015)                        | Лучший латиноамериканский фильм | Альберто Родригес                                        | Номинация |
| Премия Европейской киноакадемии (2015) | Приз зрительских симпатий       | Альберто Родригес                                        | Победа    |
| «Бодиль» (2016)                        | Лучший неамериканский фильм     | Лучший неамериканский фильм                              | Номинация |